# フィッツ＝ジェームズ家

ベリック公爵の紋章

アルバ公爵の紋章

フィッツ＝ジェームズ家（Fitz-James）又はフィッツ＝ジェームズ・ステュアート家（Fitz-James Stuart）は、イングランド及びスコットランドの王朝だったステュアート家の非嫡出の分流である。名誉革命後、スペインとフランスに帰化し両国の上流貴族層に名を連ねた。
イングランド王・スコットランド王ジェームズ2世（7世）（当時はヨーク公）と1665年頃から約10年間ほど愛人関係にあった宮廷女官レディ・アラベラ・チャーチルの間には4人の子が生まれ、「ジェームズの子」を意味するフィッツ＝ジェームズの姓を与えられた。1688/1689年の名誉革命の結果、子供たちの多くは父に付き従って国外に亡命した。長男のジェームズ・フィッツジェームズはジャコバイト運動に加わり、フランス軍やスペイン軍で指揮官として活躍した。
彼はその功績を認められてスペインのリーリア・ヘリカ公爵位及びグランデ特権、フランスのフィツ＝ジャム公爵及びフランス同輩公身分を授けられた。スペインでの爵位・栄典、そしてジェームズが名誉革命以前に父王から授けられたベリック公爵位は、最初の妻との間の長男が継承した。フランスでのそれらは2番目の妻との間の息子たちが相続し、フィッツ＝ジェームズ家はスペイン系とフランス系に分かれた。
スペイン系のフィツ＝ハメス・ストゥアルト家（Fitz-James Stuart）は2017年現在も続いている。第7代リーリア公爵カルロス・ミゲル・フィツ＝ハメス・ストゥアルト・イ・シルバは1802年、子供の出来なかった親類の第13代アルバ女公爵マリア・テレサ・カイエターナからアルバ公爵位を相続し、第14代アルバ公爵となった。1953年、第17代アルバ公爵ハコボ・フィツ＝ハメス・ストゥアルト・イ・ファルコの死後、アルバ公爵位は長女マリア・デル・ロサリオ・カイエターナが相続したが、イングランドのベリック公爵位に対する請求権は、甥の第15代ペニャランダ公爵フェルナンド・フィツ＝ハメス・ストゥアルト・イ・サーヴェドラ（1922年 - 1971年）が受け継いだ。
フランス系のフィツ＝ジャム家（Fitz-James）は、18世紀にフランスの宮廷貴族として司教、陸軍元帥、女官などを輩出した。1967年に第10代フィツ＝ジャム公爵ジャック・ド・フィツ＝ジャム（1886年 - 1967年）の死とともに断絶した。フランス・オワーズ県の村フィツ＝ジャムは、同家に因んだものである。